# 美國人類學會
美國人類學會（英文名稱：American Anthropological Association，縮寫AAA）創立於1902年，是人類學領域的學者與從業人員所組成的一個專業組織。會址設於美國維吉尼亞州阿靈頓郡，會員11,000人，來自全世界各地任職於大學院校、研究機構、政府機構、博物館、公司與非營利機構的考古學家、文化人類學家、體質人類學家、語言人類學家、語言學家、 醫療人類學家以及應用人類學家。美國人類學會每年舉辦世界人類學界最大規模的年會，並出版超過20種經過同行評審的學術期刊，以紙本發行或可在《人類學資源》（AnthroSource）線上資料庫擷取。

## 歷史
依據美國人類學會的規章，其組成目的在於：

...提昇人類學這門科學、促進並協調美國人類學家的學術努力方向、促進美國本地社會及其他社會投入人類學、成為在美國人類學家與人類學組織之中的一個聯結、出版並鼓勵有關人類學的出版。

在創立之初，美國人類學會接掌了在1888年由華盛頓人類學會所出版的《美國人類學家》（American Anthropologist）期刊。到了1905年，美國民族學會（American Ethnological Society）加入了這本期刊。

## 人類學資源
《人類學資源》（AnthroSource）是美國人類學會各種期刊的線上資料庫。創立於2004年，人類學資源目前包括美國人類學會同行評審的十五種期刊，以及美國人類學會及其分支機構的期刊、通訊與會訊等。美國人類學會會員可擷取人類學資源的文章，這是其會員權利之一，各個機構也可付費取得使用權利。
從創立到2007年8月為止，人類學資源是由美國加州大學出版社與美國人類學會協同出版。2007年，人類學資源連同所有的美國人類學會期刊，從美國加州大學出版社轉移到Wiley-Blackwell。從2008年開始，人類學資源由Wiley-Blackwell依據合約經營五年。

### 主要的同行審查期刊
- 《美國人類學家》（American Anthropologist）
- 《美國民族學家》（American Ethnologist）
- 《人類學與教育》（Anthropology & Education Quarterly）
- 《人類學與人文主義》（Anthropology & Humanism）
- 《意識人類學》（Anthropology of Consciousness）
- 《工作人類學評論》（Anthropology of Work Review）
- 《美國人類學會考古學報告》（Archeological Papers of the American Anthropological Association）
- 《人類學的核心議題》（Central Issues in Anthropology）
- 《城市與社會》（City & Society）
- 《文化人類學》（Cultural Anthropology）
- 《文化與農業》（Culture & Agriculture）
- 《信使》（El Mensajero）
- 《民族精神》（Ethos）
- 《拉丁美洲與加勒比海人類學期刊》（Journal of Latin American and Caribbean Anthropology）
- 《語言人類學期刊》（Journal of Linguistic Anthropology）
- 《歐洲人類學會期刊》（Journal of the Society for the Anthropology of Europe）
- 《醫療人類學》（Medical Anthropology Quarterly）
- 《博物館人類學》（Museum Anthropology）
- 《北美對話》（North American Dialogue）
- 《營養人類學》（Nutritional Anthropology）
- 《政治與法律人類學》（PoLAR: Political and Legal Anthropology Review）
- （SOLGANs）
- 《轉型中的人類學》（Transforming Anthropology）
- 《視覺人類學》（Visual Anthropology Review）
- 《聲》（Voices）

## 引用文獻
1. ↑  AAA Articles of Incorporation
2. ↑   (新闻稿). American Anthropological Association. 2007-09-19  [2008-01-15]. （原始内容存档于2008-03-04）.

## 外部連結
- 美國人類學會（American Anthropological Association） （页面存档备份，存于）
- 種族：我們有這麼不同嗎？（RACE: Are We So Different?）